# Rote Zelle Germanistik
Rote Zelle Germanistik (Abkürzung: Rotzeg) war eine germanistische Zeitschrift im marxistischen Lager. Sie erschien an mehreren Studienorten in Deutschland.

## Gründung
Die erste Zelle wurde 1969 an der Freien Universität Berlin gegründet. Die Mitglieder propagierten ein „Gegenstudium“ der Germanistik mit gezielter Untersuchung von Klassenkämpfen und der Literatur der Arbeiterbewegung. Die Mitglieder verstanden sich als Aktivisten und nannten sich „Instrument des Klassenkampfes“. Die Zeitschrift machte Leser einerseits auf Entwicklungen der marxistischen Literaturwissenschaft aufmerksam, andererseits diente die Zeitschrift als Informationsblatt über relevante Seminare und Lehrangebote. In Berlin kam es zu Kontroversen über die Zeitschrift und ihre Mitarbeiter.

## Name
In der marxistischen Tradition gibt es diverse „Zellen“, die dasselbe ideologische Programm an verschiedenen Orten verfolgen. So gab es Rote Zellen Germanistik auch in Münster und München.